# Végintézkedés
A végintézkedés egy öröklési jogi gyűjtőfogalom, amely - többek között - a végrendeletet is magában foglalja. A végintézkedés az örökhagyó jognyilatkozata, amelyben a vagyonáról vagy annak egy részéről a halála esetére rendelkezik. Végintézkedést tenni csak személyesen lehet.  Ha a végintézkedésben az örökhagyó jogutódot is kijelöl, a jogutódlásnak minden esetben az a feltétele, hogy a kedvezményezett az örökhagyót túlélje.

## Formái a magyar jog szerint
1. Végrendelet
2. Öröklési szerződés (olyan szerződés, amelyben az örökhagyó a vele szerződő felet tartás vagy életjáradék fejében örökösévé teszi),
3. Halál esetére szóló ajándékozás (nyilatkozat, amelyben a juttatás feltétele az, hogy a megajándékozott az ajándékozót túlélje),
4. Rendelkezés várt öröklésről